# IFIT3
IFIT3 (англ. Interferon induced protein with tetratricopeptide repeats 3) – білок, який кодується однойменним геном, розташованим у людей на короткому плечі 10-ї хромосоми. Довжина поліпептидного ланцюга білка становить 490 амінокислот, а молекулярна маса — 55 985.
| 10         |  | 20         |  | 30         |  | 40         |  | 50         |
| ---------- |  | ---------- |  | ---------- |  | ---------- |  | ---------- |
| MSEVTKNSLE |  | KILPQLKCHF |  | TWNLFKEDSV |  | SRDLEDRVCN |  | QIEFLNTEFK |
| ATMYNLLAYI |  | KHLDGNNEAA |  | LECLRQAEEL |  | IQQEHADQAE |  | IRSLVTWGNY |
| AWVYYHLGRL |  | SDAQIYVDKV |  | KQTCKKFSNP |  | YSIEYSELDC |  | EEGWTQLKCG |
| RNERAKVCFE |  | KALEEKPNNP |  | EFSSGLAIAM |  | YHLDNHPEKQ |  | FSTDVLKQAI |
| ELSPDNQYVK |  | VLLGLKLQKM |  | NKEAEGEQFV |  | EEALEKSPCQ |  | TDVLRSAAKF |
| YRRKGDLDKA |  | IELFQRVLES |  | TPNNGYLYHQ |  | IGCCYKAKVR |  | QMQNTGESEA |
| SGNKEMIEAL |  | KQYAMDYSNK |  | ALEKGLNPLN |  | AYSDLAEFLE |  | TECYQTPFNK |
| EVPDAEKQQS |  | HQRYCNLQKY |  | NGKSEDTAVQ |  | HGLEGLSISK |  | KSTDKEEIKD |
| QPQNVSENLL |  | PQNAPNYWYL |  | QGLIHKQNGD |  | LLQAAKCYEK |  | ELGRLLRDAP |
| SGIGSIFLSA |  | SELEDGSEEM |  | GQGAVSSSPR |  | ELLSNSEQLN |  |            |

A: Аланін

C: Цистеїн

D: Аспарагінова кислота

E: Глутамінова кислота

F: Фенілаланін

G: Гліцин

H: Гістидин

I: Ізолейцин

K: Лізин

L: Лейцин

M: Метіонін

N: Аспарагін

P: Пролін

Q: Глутамін

R: Аргінін

S: Серин

T: Треонін

V: Валін

W: Триптофан

Кодований геном білок за функцією належить до фосфопротеїнів. 
Задіяний у таких біологічних процесах, як імунітет, вроджений імунітет, противірусний захист. 
Локалізований у цитоплазмі, мітохондрії.